# 真實傳奇
《真實傳奇》是於2006年6月15日在日本由南夢宮萬代遊戲推出的手機遊戲。傳奇系列獨有角色扮演遊戲名稱為「發現活著意義的RPG」。《真實傳奇》是第三款手機上完全原創的作品，人物設計由負責Tales of Commons的椎名優負責。「Wahrheit」為德語，意味「真實」。

## 人物介紹
- 塞爾玆·法克斯度姆（セルツ・ヴァクストゥーム）

聲：河野裕 (声優)
故事的主角。死之商人(世界有名的武器商人)的兒子。好奇心旺盛，天不怕地不怕的性格。武器是單手劍。
- 維娜·佳爾凱特（ヴィラ・ツァールハイト）

聲：稲垣美和子
有名的魔術師「佳爾凱特」所生的少女。為了找尋世世代代傳承的「魔導書」而旅行。對人說的時候常常用敬語。喜歡吃「和菓子」。武器掃帚。
- 布列斯·維特（ブリッツ・ヴィント）

聲：木下尚紀
以前為tekkon的精銳部隊「真朱的閃光」的劍士。現在為塞爾玆父親工作的保鏢。夢想成為世界第一的劍士，並且為師傅報仇。
- 卡露露·馮·亞多米卡爾（カルル・フォン・アトミガル）

聲：竹田小春
外表是位像貓的卡露露族的王子。性格非常自大。為了修行而旅行，不過在修行途中迷路，在走投無路時遇到塞爾玆他們。武器為錘。
- 卡敏特（ガミット）

聲：三浦潤也
自己本身就是武器。古代技術所打造擁有內心的機器人。自己尋找和他一樣的機器人與塞爾玆一行人同行。
- 蕾伊·索妮（レイ・ゾンネ）

聲：北斗利佳
武器為雙劍。女性寶藏獵人。尋找世界中的財寶途中和塞爾玆一行人同行。

## 主題曲
- JAMOSA：

## 外部連結
- （日語）真實傳奇 官方網站 （页面存档备份，存于）
- （日語）傳奇系列官網連結 （页面存档备份，存于）
- （日語）NAMCO BANDAI Games Inc統合網站 （页面存档备份，存于）